# Бернатув (Любуське воєводство)
Бернатув (пол. Biernatów, нім. Baierhaus) — село в Польщі, у гміні Шпротава Жаґанського повіту Любуського воєводства.
Населення — 40 осіб (2011).
У 1975-1998 роках село належало до Зеленогурського воєводства.

## Демографія
Демографічна структура станом на 31 березня 2011 року:
|          | Загалом | Допрацездатний вік | Працездатний вік | Постпрацездатний вік |
| -------- | ------- | ------------------ | ---------------- | -------------------- |
| Чоловіки | 21      | 4                  | 14               | 3                    |
| Жінки    | 19      | 4                  | 12               | 3                    |
| Разом    | 40      | 8                  | 26               | 6                    |